# Републикански път III-8653
Републикански път IIІ-8653 е третокласен път, част от Републиканската пътна мрежа на България, преминаващ изцяло по територията на Кърджалийска област. Дължината му е 23,5 km.
Пътят се отклонява наляво при 51,1 km на Републикански път III-865 в западната част на село Кобиляне и се насочва на север, като постепенно се спуска по северния склон на източнородопския рид Жълти дял. След като премине последователно през селато Брезен, Голобрад и Боровица слиза в долината на река Арда при „опашката“ на язовир "Кърджали". Там пътят завива на запад, продължава нагоре покрай десния бряг на Арда, след разклона за село Китница, пресича реката, изкачва се по южния склон на западнородопския рид Каракулас и завършва в село Сполука.
| Пътища, отклоняващи се надясно (населено място, № на пътя, посока на пътя) | km   | Пътища, отклоняващи се наляво (посока на пътя, № на пътя, населено място) |
| -------------------------------------------------------------------------- | ---- | ------------------------------------------------------------------------- |
| Община Кърджали, III-865, 51,1 km, с. Кобиляне ←                           | 0,0  | ← с. Кобиляне, 51,1 km, III-865, Община Кърджали                          |
| Община Ардино                                                              | 2,8  | → общински път (за с. Млечино), Община Ардино                             |
| с. Брезен                                                                  | 4    | с. Брезен                                                                 |
| с. Голобрад                                                                | 5    | с. Голобрад                                                               |
| (за с. Рибарци) общински път, с. Боровица ←                                | 9,7  | с. Боровица                                                               |
|                                                                            | 16,8 | → общински път (за с. Китница)                                            |
|                                                                            | 20,7 | → общински път (за с. Любино)                                             |
| с. Сполука                                                                 | 23,5 | с. Сполука                                                                |